# Come Away with Me
A 2002-es Come Away with Me Norah Jones indiai származású amerikai énekesnő debütáló nagylemeze.
Az albumból körülbelül 20 millió példányt adtak el világszerte, és öt Grammy-díjat kapott 2003-ban – az „Év lemeze”,  az „Év dala” a Don't Know Why dalért, a „Legjobb popalbum”, a „Legjobb női előadó”, és a „Legjobb új előadó” kategóriában. Bár Norah boldog volt sikere miatt, egy 60 Minutes-nak adott interjújában így nyilatkozott: „Úgy éreztem magam, mintha valaki más szülinapi partijára mentem volna, és megettem volna az összes sütit.” 2002. február 26-án adták ki, és lassan felkerült a slágerlistákba. 2002. augusztus 2-án érte el a platina státuszt egymillió eladott példány után. Több mint 7 millió példányt adtak el a következő évig, és 2005. február 15-én gyémántlemez minősítést kapott a RIAA-tól.
A lemez műfaja gyakran vita tárgya. Számos művész szerint azért, mert Jones tett néhány változtatást az eredeti dallamon és a ritmuson a feldolgozott számokban, mint a Turn Me On és a The Nearness of You, az album nem minősül dzsessznek. Mégis, az olyan kiváló dzsessz zenészek, mint Bill Frisell, Adam Rogers, Brian Blade, és Sam Yahel jelenléte, valamint Jesse Harris dzsessz által befolyásolt művei, dzsessz érzést adnak az albumnak.
Szerepel az 1001 lemez, amit hallanod kell, mielőtt meghalsz című könyvben.

## Az album dalai
|     | Cím                       | Szerző(k)                        | Hossz |
| --- | ------------------------- | -------------------------------- | ----- |
| 1.  | Don't Know Why            | Jesse Harris                     | 3:06  |
| 2.  | Seven Years               | Lee Alexander                    | 2:25  |
| 3.  | Cold, Cold Heart          | Hank Williams                    | 3:38  |
| 4.  | Feelin' the Same Way      | Alexander                        | 2:57  |
| 5.  | Come Away with Me         | Norah Jones                      | 3:18  |
| 6.  | Shoot the Moon            | Harris                           | 3:56  |
| 7.  | Turn Me On                | John D. Loudermilk               | 2:34  |
| 8.  | Lonestar                  | Alexander                        | 3:06  |
| 9.  | I've Got to See You Again | Harris                           | 4:13  |
| 10. | Painter Song              | Alexander, J.C. Hopkins          | 2:42  |
| 11. | One Flight Down           | Harris                           | 3:05  |
| 12. | Nightingale               | Jones                            | 4:12  |
| 13. | The Long Day Is Over      | Harris, Jones                    | 2:44  |
| 14. | The Nearness of You       | Hoagy Carmichael, Ned Washington | 3:07  |

### Deluxe változat (CD és DVD)
1. Cold, Cold Heart
2. Nightingale
3. One Flight Down
4. Seven Years
5. Feelin' the Same Way
6. Comes Love
7. Something Is Calling You
8. Come Away with Me
9. What Am I to You?
10. Painter Song
11. Lonestar
12. I've Got to See You Again
13. Bessie Smith
14. Don't Know Why
15. Tennessee Waltz (Encore)
16. Come Away with Me [videó]

## Közreműködők
- Norah Jones – ének, zongora, elektromos zongora
- Lee Alexander – basszusgitár
- Brian Blade – ütőhangszerek, dob
- Kevin Breit – akusztikus gitár, elektromos gitár
- Rob Burger – tangóharmonika
- Bill Frisell – elektromos gitár
- Jesse Harris – akusztikus és elektromos gitár
- Adam Levy – akusztikus és elektromos gitár
- Dan Rieser – dob
- Jenny Scheinman – hegedű
- Tony Scherr – slide gitár
- Sam Yahel – Hammond orgona
- Craig Street – producer
- Jay Newland – producer
- Jessica Novod – művészeti vezető, design
- Joanne Savio – fotók

## A Billboard Listán
| Lista (2002)                          | Helyezés |
| ------------------------------------- | -------- |
| U.S. Billboard Top Heatseekers        | 5        |
| U.S. Billboard 200                    | 1        |
| U.S. Billboard (Kortárs Jazz Albumok) | 1        |
| U.S. Billboard                        | 1        |
| U.S. Billboard                        | 18       |
| Canada Top 100 Albums                 | 1        |
| Lista (2003)                          | Helyezés |
| U.S. Billboard (Kortárs Jazz Albumok) | 3        |
| Lista (2004)                          | Helyezés |
| U.S. Billboard (Kortárs Jazz Albumok) | 1        |

### Kislemezek
| Év   | Kislemez          | Lista                                | Helyezés |
| ---- | ----------------- | ------------------------------------ | -------- |
| 2002 | Come Away with Me | Canadian Singles Chart               | 2        |
| 2003 | Come Away with Me | Adult Top 40                         | 21       |
| 2002 | Don't Know Why    | Adult Contemporary (Billboard chart) | 4        |
| 2002 | Don't Know Why    | U.S. Billboard (Adult Top 40)        | 8        |
| 2002 | Don't Know Why    | U.S. (Billboard Hot 100)             | 30       |
| 2002 | Don't Know Why    | U.S. Billboard (Top 40 Mainstream)   | 32       |
| 2002 | Don't Know Why    | U.S. Billboard (Top 40 Tracks)       | 21       |
| 2003 | Don't Know Why    | U.S. Billboard (Top 40 Adult)        | 1        |
| 2004 | Turn Me On        | Canadian Singles Chart               | 10       |

## Grammy díjak (2003)
1. Come Away With Me:
- Az év albuma
- Legjobb hangmérnök
- Legjobb vokális popalbum

2. Don't Know Why
- Az év felvétele
- Az év dala
- Legjobb női popénekes teljesítmény